# Musée de la poste (Tunisie)
 (février 2024).
Si vous disposez d'ouvrages ou d'articles de référence ou si vous connaissez des sites web de qualité traitant du thème abordé ici, merci de compléter l'article en donnant les références utiles à sa vérifiabilité et en les liant à la section « Notes et références ».
Le musée de la poste (arabe : متحف البريد) est un musée tunisien présentant l'histoire philatélique et postale de la Tunisie, ouvert le 25 juillet 1959.
Prenant place dans une annexe du bâtiment du ministère des Technologies de la communication et de la Transformation digitale, sur la rue d'Angleterre à Tunis, il occupe un petit espace d'une centaine de mètres carrés abritant une salle d'exposition permanente.
Le musée expose une variété d'instruments et de documents historiques concernant la poste en Tunisie : des uniformes de facteurs, cartes postales retraçant l'histoire de la poste en Tunisie, téléphones anciens, standards téléphoniques, téléphones publics, anciens timbres postaux, équipements de télécommunications (morses, télégraphes et minitel) et équipements de pesée du courrier.